# Herrenchiemsee
Herrenchiemsee (in het Duits "Insel Herrenchiemsee" of ook "Herreninsel" genoemd) is met een totale oppervlakte van ongeveer 240 ha het grootste van de drie eilanden in de Chiemsee, een meer in Beieren.
Samen met de twee andere eilanden, de Frauenchiemsee (of "Fraueninsel") en Krautinsel, vormt het de gemeente "Chiemsee", qua oppervlakte de kleinste van Beieren.
Herrenchiemsee is, in tegenstelling tot Frauenchiemsee, dat permanent door ongeveer 300 personen bewoond wordt, slechts door een paar personen bewoond, die voornamelijk zorg dragen voor een van de meest bekende toeristische attracties in Beieren: het door "sprookjeskoning" Lodewijk II van Beieren in de stijl van het kasteel van Versailles gebouwde Neues Schloss Herrenchiemsee. De spiegelzaal van het kasteel is groter dan die in Versailles. Ook de tuinen zijn minutieus gekopieerd. De koning verbleef er slechts sporadisch, ondanks de grote hap die de bouw ervan uit de schatkist genomen had.
Naast het Neues Schloss Herrenchiemsee staat op het eiland ook nog het als Altes Schloss Herrenchiemsee bekende vroegere Klooster Herrenchiemsee. Hier kwam van 10 tot 23 augustus 1948 een "Sachverständigen-Ausschuss für Verfassungsfragen" samen, die een ontwerp-grondwet maakte, die later als discussiebasis door de Parlamentarische Rat gebruikt werd, en uiteindelijk leidde tot de Duitse Grondwet van 1949.
De benamingen "Herreninsel" en "Fraueninsel" vinden hun oorsprong in het feit dat zich op het ene eiland een mannenklooster (eerst Benedictijnen, later Augustijnen) en op het andere een vrouwenklooster (Benedictinessen) bevond.

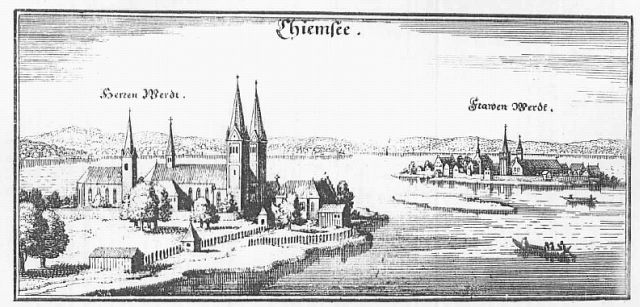
Kopergravure uit de "Topographia Germaniae des Matthaeus Merian" omstreeks 1644
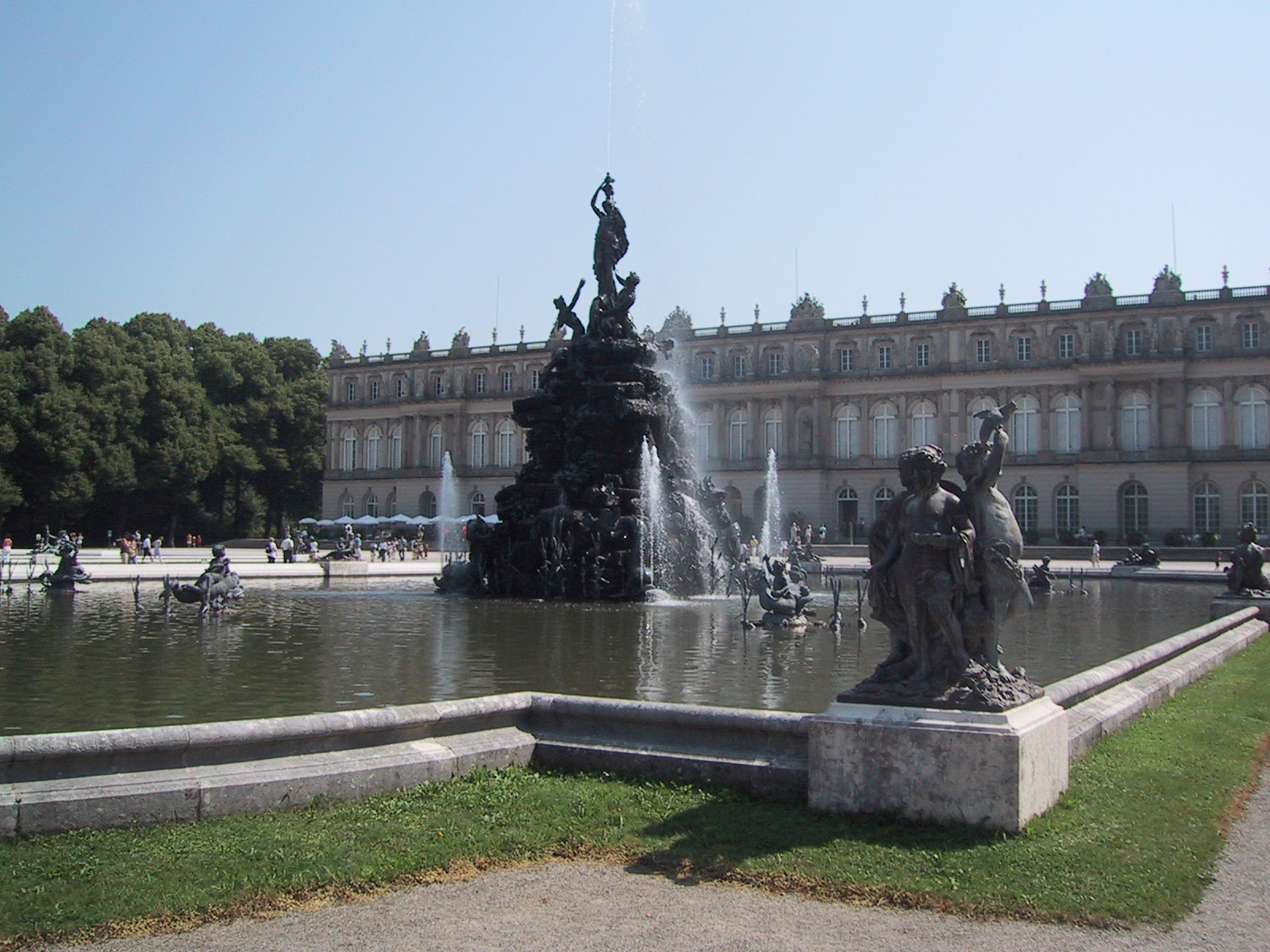
Neues Schloss Herrenchiemsee